# 미쓰케시
미쓰케시(일본어: 見附市)는 일본 니가타현 중앙부에 있는 시이다. 니가타현의 시 중 가장 면적이 작으며, 나가오카시와 인접하고 농업과 섬유 산업이 활발하다. 2004년의 집중 호우와 니가타현 주에쓰 지진으로 큰 피해를 입었다.

## 지리
니가타현의 거의 중심부에 위치하고 도쿄 도심에서 약 300km, 니가타시 중심부에서 약 50km 거리에 있다. 가리야타강이 시의 중심을 남북으로 나누듯이 흐르고 하류에서는 나가오카시와의 경계선의 역할을 하며 시의 밖에서 시나노강에 합류한다.

### 지형
동부는 구릉 지대이고 서부는 평야부를 이루고 있다. 시내에는 산이라고 할 수 있을 만큼 높은 곳은 없고 최고 지점도 해발 300m 정도밖에 안된다. 또 북부에는 논밭이 형성되어 시 면적의 50% 정도를 논밭이 차지하고 있다.

### 기후
연평균 기온은 약 13°C이고 강수량은 2,000mm를 넘는다. 일본의 기후 구분으로는 동해식 기후로 분류되는데 봄부터 여름에 걸쳐 푄 현상에 의해 5월에도 30°C를 넘는 경우가 있고 겨울은 흐리고 눈이 내리는 날이 많기 때문에 일조 시간이 매우 짧고 최고 기온이 5°C 이하인 날이 대부분이다. 또 눈이 내리면 예전에는 2m 이상 쌓이기도 했지만 최근 평균 적설량은 1m 전후이며 2007년에는 최대 40cm 밖에 쌓이지 않아 1m를 크게 밑돌기도 한다.

### 인접한 자치체
- 나가오카시
- 산조시

## 역사
- 1889년 - 시정촌제의 시행과 함께 미나미칸바라군 미쓰케정이 성립하였다.
- 1954년 3월 31일 - 미나미칸바라군 니가타촌·구즈마키촌, 고시군 가미키타다니촌의 일부를 편입함과 동시에 시로 승격해 미쓰케시가 되었다.
- 1956년 9월 30일 - 미나미칸바라군 이마정을 편입하였다.
- 2004년 7월 13일 - 집중호우로 인해 시내를 흐르는 가리야타강이 6곳에서 제방이 무너져 홍수가 났다.
- 2004년 10월 23일 - 니가타현 주에쓰 지진이 발생했고 시내에서는 진도 5가 관측되었다.
- 2007년 7월 16일 - 니가타현 주에쓰 해역 지진이 발생했고 시내에서는 진도 5 미만이 관측되었다.

## 교통

### 철도
- 동일본 여객철도 신에쓰 본선

### 도로
- 국도 8호선

## 인구
| 연도 | 인구   | ±%    |
| ---- | ------ | ----- |
| 1960 | 40,443 | —     |
| 1970 | 41,059 | +1.5% |
| 1980 | 41,833 | +1.9% |
| 1990 | 43,116 | +3.1% |
| 2000 | 43,526 | +1.0% |
| 2010 | 41,862 | −3.8% |